# اتاق اصناف تهران
اتاق اصناف تهران یکی از نهادهای صنفی در شهر تهران است که هدفش تنظیم فعالیت واحدهای صنفی در این شهر و نظارت بر آنها است.
ریاست اتاق اصناف تهران را حمیدرضا رستگارپور بر عهده دارد.

## پیشینه
نخستین دوره اجلاس اتاق اصناف تهران در ۹ آذر ۱۳۵۱ برگزار شد و هیئت رئیسه گزینش شدند. دوره ریاست نخستین رئیس اتاق اصناف یعنی امیرحسین شیخ بهائی حدود دو سال و نیم طول کشید. سپس، سرهنگ نورالدین حکمتی ریاست اتاق اصناف را بر عهده گرفت و جلسه معارفه در وزارت کشور برگزار شد. او تا اوایل سال ۱۳۵۳ در این سمت بود و بعد سرگرد رسول رحیمی رئیس اتاق اصناف شد که تا  اوایل سال ۱۳۵۷ این سمت را بر عهده داشت. سپس سعید اصغرزاده پارسا ریاست اتاق را تا زمان انقلاب بر عهده گرفت.